# Qara Qarayev
Qara Qarayev, nom àzeri de vegades també transcrit com a Gara Garayev, conegut amb el nom russificat de Karà Karàiev (Кара Караев) (Bakú, 5 de febrer de 1918 - Moscou, 13 de maig de 1982), va ser una de les figures més destacades del segle XX a la música de l'Azerbaidjan. El primer compositor d'aquest país que va obtenir èxit internacional, també es pot incloure entre els principals representants de la "música soviètica".

## Primers anys de vida
Qarayev va néixer en una família de pediatres, famosa a Bakú. La seva mare, Sona, va ser un dels primers graduats de l'escola de Bakú de la Societat de Música Russa. El germà petit de Qarayev, Mursal, va ser un cirurgià i doctor en medicina.
El 1926, a l'edat de vuit anys, Qara Qarayev va ingressar per primera vegada a l'escola de música junior del Conservatori Estatal d'Azerbaidjan, actualment conegut com a l'⁣Acadèmia de Música de Bakú. A causa del seu talent musical, Qarayev es va matricular simultàniament en dues facultats del Conservatori Estatal d'Azerbaidjan el 1933. Entre els seus professors hi havia Georgi Sharoyev, Leonid Rudolf i Üzeyir Hacıbəyov. El 1937, Qarayev es va unir a la Unió de Compositors de l'RSS d'Azerbaidjan.

## Carrera
El 1938, a l'edat de vint anys, Qarayev va compondre la seva primera peça musical, una cantata La cançó del cor al poema de Rasul Rza. Es va representar al Teatre Bolxoi de Moscou en presència de Ióssif Stalin el mateix any. Qarayev va dirigir la seva cantata durant el festival de la dècada de l'art d'Azerbaidjan al Teatre Bolxoi, esdeveniment al qual també va assistir Stalin. El mateix any, Qarayev es va traslladar al Conservatori Estatal de Moscou, on es va convertir en un estudiant i un bon amic de Dmitri Xostakóvitx.
El 1941 Qarayev va tornar a Bakú per ensenyar a la Societat Filharmònica Estatal d'Azerbaidjan. El 1945, tant ell com Jovdat Hajiyev van escriure l'òpera Pàtria ("Vətən"), per la qual van ser guardonats amb un prestigiós Premi Stalin. El 1948, als 30 anys, Qarayev va tornar a ser guardonat amb aquest premi pel seu poema simfònic Leyli i Majnun, basat en la famosa obra homònima de Nizami Ganjavi. A la mort d'⁣Üzeyir Hacıbəyov el 1948, Qarayev es va convertir en el president de la Unió de Compositors de l'RSS d'Azerbaidjan i el rector del Conservatori Estatal d'Azerbaidjan. En aquesta darrera posició, Qarayev va mantenir l'èmfasi tradicional d'Üzeyir Hacıbəyov en la música popular d'Azerbaidjan en l'ensenyament, i també va promoure gèneres contemporanis, com el jazz a la música d'Azerbaidjan. El 1948 Qarayev també esdevingué el delegat del Primer Congrés Nacional de Compositors Soviètics de l'URSS. El mateix any, Qarayev també va dirigir el Departament de Música de l'Institut d'Arquitectura i Art de l'Azerbaidjan.
L'any 1952, sota la direcció del coreògraf PA Gusev, el ballet de Les set belleses de Qarayev es va posar en escena al Teatre d'Òpera i Ballet d'Azerbaidjan. Basat en el famós poema de Nizami Ganjavi, Les set belleses ("Yeddi gözəl") va obrir un nou capítol en la història de la música clàssica de l'Azerbaidjan. L'únic altre ballet de Qarayev, Camí del Tro ("İldırımlı yollarla"), escenificat el 1958, es va dedicar als conflictes racials a Sud-àfrica. El mateix any, Qarayev també va escriure la partitura per a la pel·lícula documental A Story About the Oil Workers of the Caspian Sea, dirigida per Roman Karmen i ambientada a Oil Rocks.
Durant la seva carrera docent al Conservatori Estatal d'Azerbaidjan, Qarayev va ser tutor de diversos músics i compositors d'Azerbaidjan destacats, com Galib Mammadov, Arif Malikov, Khayyam Mirzazade i Ismayil Hajibeyov, entre d'altres. El fill de Qarayev, Faraj (nascut el 1943), també es va convertir en el seu alumne i va compondre ballets d'un sol acte com Ombres de Qobustan ("Qobustanın kölgələri") i Kaleidoscope, i més tard va liderar el moviment d'avantguarda musical a l'Azerbaidjan.
Durant la Guerra Freda el juny de 1961, Qarayev i Tíkhon Khrénnikov van ser els dos únics compositors soviètics que van assistir al primer Festival Internacional de Música de Los Angeles celebrat a UCLA. El festival va programar obres de quinze compositors d'arreu del món, entre ells Arnold Schönberg i Ígor Stravinski. L'11 de juny, Franz Waxman va dirigir l'Orquestra Simfònica del Festival amb una suite de Camí del Tro de Qarayev.
El 1962 Qarayev es va convertir en membre del Soviet Suprem de l'URSS i va visitar els Estats Units, Etiòpia i el Líban. El 1972 va visitar Polònia.

## Ùltims anys
Qarayev va patir una malaltia cardíaca, que li va impedir assistir a la seva pròpia celebració del 60è jubileu celebrada a Bakú, on se li va concedir el títol d'⁣Heroi del Treball Socialista. Qarayev va passar els últims cinc anys de la seva vida a Moscou, lluny del públic, tot i que el seu amor per Bakú es va mantenir fort i es va reflectir en els seus escrits:
| « | Per a mi, Bakú és la ciutat més bella del món. Cada matí, quan la ciutat es desperta, sigui amb el sol o amb la pluja i la boira, cada matí la meva ciutat canta. Bakú està pensat per a l'art. Em dona molt de gust escriure sobre aquesta ciutat sense importar si escrius música, versos o pintis imatges. | » |

Garayev va morir el 13 de maig de 1982 a Moscou als 64 anys. El seu cos va ser traslladat a Bakú i enterrat al carreró de l'honor.

## Avaluacions

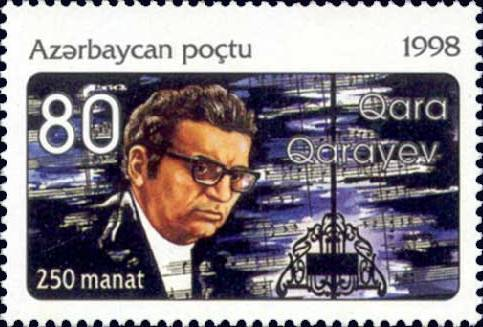
Segell postal d'Azerbaidjan amb Qara Qarayev, 1998

- Dmitri Xostakóvitx, compositor rus i mentor de Qarayev:

| « | Qarayev té un talent gran i brillant que està molt desenvolupat. Té un gran coneixement de la instrumentació, la polifonia i els altres components que componen la música. Segur que té un gran futur. | » |

- Niyazi, director d'orquestra i compositor d'Azerbaidjan:

| « | He estat dels que he tingut el privilegi de poder revelar al públic les idees privades i misterioses de Qara Qarayev. Així que sé l'emoció que sent el públic mentre escolta la música de Qarayev. No es pot caracteritzar ni com a entreteniment ni com a relaxació. Més aviat, exposa tot el foc del cor i obliga a actuar. Estic agraït d'haver tingut l'oportunitat d'estar en contacte amb la seva música i de ser el primer a interpretar la majoria de les seves obres. | » |

- Tahir Salahov, pintor d'Azerbaidjan:

| « | He de dir que he tingut sort, no només perquè vaig tenir l'oportunitat de conèixer una personalitat musical tan talentosa, sinó perquè el vaig conèixer a través de la seva música. Aquesta és l'única manera d'endinsar-se en un artista a través de la música. Tot allò trivial i insignificant, les coses a les quals es presta atenció durant les reunions quotidianes i quotidianes, desapareix. Només queda l'essència d'un home. | » |

- Tíkhon Khrénnikov, compositor rus:

| « | Qarayev té aquesta rara capacitat de mantenir-se fidel a si mateix i de no imitar ningú. Manté la seva pròpia individualitat tot i que canvia amb els temps, independentment del gènere. | » |

- Rodion Sxedrín, compositor rus:

| « | Gairebé no hi havia límit a l'abast de coneixement de Qarayev en tots els gèneres musicals. L'any 1963 vam viatjar junts a Amèrica. Em va sorprendre com Qarayev sabia tantes coses sobre tants gèneres musicals diferents. Per exemple, hauria d'admetre que sóc una mica elitista quan es tracta de jazz. Però no vaig poder amagar la meva admiració quan també va demostrar competència en aquest camp. Va esmentar diversos noms, va comparar una tendència del jazz amb una altra i va parlar de coses de les quals mai havia sentit parlar. | » |

- Fikret Amirov, compositor d'Azerbaidjan:

| « | La música de Qarayev és una de les columnes més importants del museu de la música d'Azerbaidjan. El seu paper a l'hora de donar a conèixer la música d'Azerbaidjan a tot el món és immens. | » |

- Khayyam Mirzazade, compositor d'Azerbaidjan i alumne de Qarayev:

| « | Per regla general, Qarayev convertiria les seves lliçons en una discussió de problemes de la música contemporània: anàlisi de tècniques, llenguatge i estils de música. Qarayev odiava les actituds irreflexives cap a la música popular. Va fer que els seus alumnes aprenguessin el funcionament intern de la música popular. | » |

- Imran Qasymov, escriptor d'Azerbaidjan:

| « | Sembla que tota la civilització està a les mans de Qarayev, no com a simples dades enciclopèdiques, sinó d'una manera profunda. Va ser una autoritat indiscutible en els cercles musicals de l'URSS. | » |

- Arif Malikov, compositor d'Azerbaidjan i alumne de Qarayev:

| « | Era molt estricte amb els seus alumnes. Tenia un coneixement enciclopèdic de quasi tot allò relacionat amb problemes de la vida així com problemes de l'art independentment de si fos en el camp de la ciència, la música o la literatura. Coneixia tantes persones intel·ligents. Adquireixes molta confiança creient en el teu professor quan és un gran Mestre. Mai ens vam atrevir a pensar a saltar-nos classe o no venir preparats. Les nostres classes eren individuals amb ell, però no vam marxar quan s'havien acabat. Ens quedaríem i escoltàvem el que passava amb el següent alumne. Per això sempre hi havia tanta gent a les classes de Qarayev tot el temps malgrat el difícil que era matricular-se amb ell. | » |

## Homenatge a la seva memòria
El Festival Internacional de Música Contemporània se celebra des de 1986 amb el suport del Ministeri de Cultura de l'Azerbaidjan.
- En memòria de Qara Qarayev:
  - estació de metro de Bakú
  - una avinguda a Bakú
  - un carrer a İmişli (ciutat)
  - Escola de música infantil núm. 75 de Moscou
  - un vaixell
- Una placa commemorativa instal·lada a la paret de la casa de Qara Qarayev a Bakú.
- El 30 de febrer, el president Ilham Aliyev va inaugurar el monument a Qara Qarayev al carrer 28 de maig de Bakú.
- Un tauler commemoratiu instal·lat a la casa de Qara Qarayev a Moscou. On va viure entre 1973 i 1982.

## Obres principals

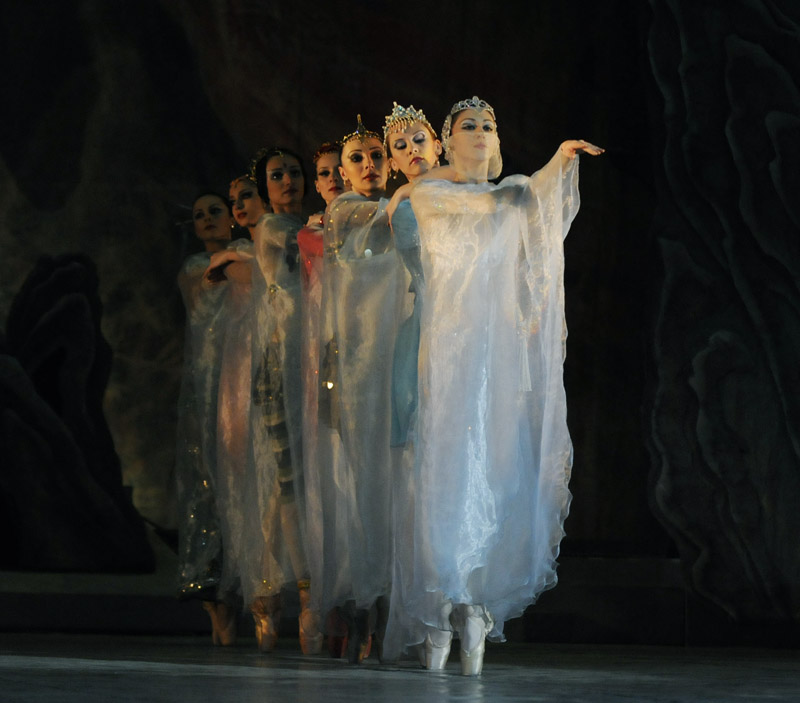
Escena del ballet de Les set belleses.

- 1942 - Banda sonora de la pel·lícula A Story About the Oil Workers of the Caspian Sea
- 1943 - Simfonia núm. 1
- 1943 - Opera Motherland, amb Jovdat Hajiyev, estrenada a Bakú el 1945
- 1947 - Poema simfònic Leyli i Majnun . Va editar l'òpera Shah Ismayil de Muslim Magomayev
- 1948 - Set belleses, ballet
- 1949 - Set belleses, una suite per a orquestra simfònica
- 1950 - Sis peces infantils per a piano
- 1952 - Albanian Rhapsody, peces infantils per a piano
- 1957 - Ballet Path of Thunder
- 1958 - Banda sonora de la pel·lícula Her Great Heart, tres nocturns per a orquestra de jazz
- 1960 - Don Quixot, esbossos simfònics
- 1960 - Sonata per a violí i piano
- 1951-63 - 24 Preludis per a piano[4]
- 1964 - Simfonia núm. 3
- 1967 - Concert per a violí

## Honors i premis
- Heroi del treball socialista (1978)
- Dues ordres de Lenin (1967, 1978)
- Ordre de la Revolució d'Octubre (1971)
- Ordre de la Bandera Roja del Treball (1961)
- Premi Stalin, dues vegades (1946, 1948)
- Premi Lenin (1967)
- Premi Estatal de l'RSS de l'Azerbaidjan (1965)
- Artista honorat de l'RSS d'Azerbaidjan (1955)
- Artista popular de l'RSS de l'Azerbaidjan (1958)
- Artista popular de l'URSS (1959)